# Machlolophus nuchalis
Machlolophus nuchalis е вид птица от семейство Paridae. Видът е световно застрашен, със статут Уязвим.

## Разпространение
Видът е разпространен в Индия.